# Графство Намюр
Графство Намюр (на нидерландски: Namen; на немски: Grafschaft Namur) е средновековно графство във Франкската империя и по-късно в Свещената римска империя на територията на Намюр в днешна Белгия. Неговите съседи са били на запад Графство Хенегау, на север Брабант, на юг и изток Лиежкото епископство, на югоизток Люксембург.

## История
Графството Намюр се образува през 10 век около замъка и град Намюр. Роберт I († 981) построява замъка на Намюр. Алберт I получава титлата граф на Намюр през 973 г. Чрез женитби графовете от три генерации разширяват територията.
От 1139 до 1189 г. граф на Намюр е Хайнрих IV († 1196). Той няма деца. Неговата сестра Алиса се омъжва за Балдуин IV от Хенегау, който Хайнрих IV определя за свой наследник.
През 1191 г. графството преминава към графовете на Фландрия (Дом Фландрия). През 1217 г. Намюр е наследен от Дом Куртене, линия на Капетингите. Последният граф на графството Йохан III продава правото си на наследство на 23 април 1421 г. на Филип Добрия, херцог на Бургундия.
На 1 март 1429 г. Намюр преминава в ръцете на Дом Валоа Бургундия и през 1477 г. на Хабсбургите.